# Le Génie des cloches
Le Génie des cloches er en fransk stumfilm fra 1908 af Georges Méliès.